# Bisbat de Città di Castello
El bisbat de Città di Castello (italià: Diocesi di Città di Castello; llatí: Dioecesis Civitatis Castelli o Tifernatensis) és una seu de l'Església catòlica, sufragània de l'arquebisbat de Perusa-Città della Pieve, que pertany a la regió eclesiàstica Úmbria. El 2013 sumava amb 62.600 batejats sobre 64.200 habitants. Actualment està dirigida pel bisbe Domenico Cancian, F.A.M.

## Territori
La diòcesi comprèn sis municipis de l'Alta Vall del Tíber, tots ells a la província de Perusa: Città di Castello, Citerna, Monte Santa Maria Tiberina, Montone, Pietralunga i San Giustino.
La seu episcopal es troba a Città di Castello, on es troba la catedral Santi Florido e Amanzio.
El territori està dividit en 60 parròquies, entre les quals la més populosa és la de San Giustino Martire, a San Giustino, que té uns 7.000 fidels. La parròquia menys poblada és Pieve de 'Saddi, amb només un centenar d'habitants, vinculats amb l'origen del cristianisme a l'Alta Vall del Tíber. Les parròquies s'agrupen en tres zones pastorals: Nord, Central i Sud. El 15 de juny de 2011 el bisbe Domenico Cancian formà 11 unitats pastorals que agrupen totes les parròquies, en les tres àrees pastorals.
El territori diocesà és particularment ric en santuaris marians, freqüents en les diverses àrees pastorals: Santa Maria a Petriolo, Santa Maria de Fàtima a Renzetti (Pastoral Zona Nord), Santa Maria delle Grazie a Citta di Castello, Santa Maria di Belvedere (Zona Pastoral Centre), Santa Maria de l'Assumpció (Muntanya Santa Maria Tiberina), Santa Maria del Trànsit a Canoscio, Nostra Senyora dels Remeis a Pietralunga, Madonna dei Confini a Montone.

### Estructura eclesial
El bisbe està assistit pel consell pastoral, el concili presbiteral i pel col·legi de consultors.
Els càrrecs i altres òrgans de la cúria episcopal es divideixen en quatre àrees: Evangelització i de l'anunci, Litúrgia, Caritat, Cultura i Comunicació Social. Cada oficina i el centre pastoral diocesà es refereix a una d'aquestes quatre àrees. El vicari general, també actua com a moderador de la cúria.
En termes de participació estan actius des del moment en què el Ministeri de la Joventut Diocesana i el Consell Diocesà de Laics.

## Història

### L'evangelització a l'Alta Vall del Tíber
L'evangelització de l'Alta Vall del Tíber s'atribueix al màrtir romà Sant Crescenziano, va morir durant la persecució de Dioclecià el 303. En primer bisbe conegut històricament de Città di Castello és Eubodio, episcopus Tifernas, present al sínode romà convocat pel Papa Hilari el 465.

### Edat mitjana
A la segona meitat del segle vi, la ciutat es reorganitza pel bisbe Sant Florido que en morir (ocorreguda l'any 599 o l'any 600) serà venerat com a sant patró. Entre els segles vii i viii hi ha una expansió als Apenins, inclosos els territoris que van pertànyer a la diòcesi de Tifernum Metaurense (avui Sant'Angelo in Vado).
En 1012 va començar la restauració de la catedral, acabada en 1032. En aquesta època, la catedral va ser oficiada pels canonges regulars, que seguien la regla de Sant Agustí. L'arxiu capitular de Citta di Castello conserva un manuscrit important del segle xii, ara exhibit al Museu de la Catedral, on es descriu el funcionament del capítol catedralici. En 1143 el cardenal Guido de Città di Castello va ser elegit papa amb el nom de Celestí II (1143-1144). Hi hagué una important presència monàstica masculina (en 1126 els monestirs són dotze); entre el segles XII i xiii hi hagué alguns monestirs femenins.
Amb el bisbe Giovanni II (1206/1207-1226) s'obrí un període de gran vitalitat, va continuar amb la bisbes Matteo (1229-1234) i Niccolò (1265-1279). Des dels anys 30 del segle XIII són presents diversos ordes mendicants i s'estenen dins dels monestirs femenins damianits, agustins i benedictins. Durant el segle xiii es troben les primeres confraries laiques; també és significativa la presència de comunitats de penitents. Als segles xiii i xiv es desenvolupà l'eremitisme rural i la reclusió voluntària. En aquesta adaptació de teixit eclesial, al segle xiv, els jesuats i els frares de l'Observança menor; al segle següent, aquests últims es van instal·lar també a Sansepolcro. En 1325 dues esglésies van ser agregades a la nova diòcesi de Cortona.
Cap al final del segle xiii Città di Castello es veu afectada per l'interdetto per negar-se a pagar el cens a la Santa Seu: al maig de 1279 el capítol hagué d'elegir un nou bisbe a un quilòmetre i mig fora de la ciutat. La ciutat estava a les urpes de la discòrdia entre les faccions oposades de güelfs i gibel·lins, provocant incendis, robatoris i destrucció, encara que fos a costa dels béns de la diòcesi. El 13 de març de 1292 es pogué arribar a una pau i es retirà l'interdetto.
En 1283 esclatà un conflicte de competència entre l'abat de Sansepolcro, Zeno, i el bisbe de Città di Castello, Giacomo Cavalcanti, que havia anat a Sansepolcro per celebrar la Pasqua, vist el dubte que pesava sobre Città di Castello. L'alcalde, Rosso da San Michele, empenyé a la gent a cridar amenaces de mort contra el bisbe i la seva família, de manera que Sansepolcro també fou colpejat amb l'interdetto episcopal. L'abat Zeno, en no reconèixer la jurisdicció del bisbe, ignorà l'intedetto i celebrà solemnement els ritus litúrgics, rebent així l'excomunió del bisbe. El conflicte acabà momentàniament quan Zeno va ser succeït per l'abat Bindo; no obstant això, les demandes d'independència dels abats de Sansepolcro es repetirien al llarg del segle XIV i el següent.
Des de 1356 la catedral va iniciar de nou les restauracions, que es prolongaren durant molt de temps. Part dels treballs es realitzaren al principi del segle xvi, i és bisbe sant Giulio Vitelli.

### L'edat moderna
El 18 de setembre de 1520 la diòcesi cedí una part del seu territori per a la creació de la diòcesi de Sansepolcro.
Entre els segles XV i xvii l'acumulació de càrrecs pels bisbes determinà alguns períodes de no residència a la diòcesi. Un primer treball d'implementació dels decrets tridentins és liderat pel bisbe Costantino Bonelli (1560-1572), que va celebrar dos sínodes (1564 i 1568). L'evolució tridentina dels convents de monges fou bastant ràpida. El 1540 la catedral va ser consagrada, on en 1542 va començar la pràctica de les Quaranta Hores; i el 1578 el capítol dels canonges fou secularitzat.
El nou edifici del seminari es va ampliar posteriorment i es va acabar en 1752 .
En 1758, durant la vacant després de la mort de Papa Benet XIV la població esclatà en disturbis contra els Estats Pontificis. L'any després les condemnes dels sediciosos van ser greus, però el bisbe Giovanni Battista Lattanzi va ser capaç d'insistir fins al punt que va arribar a aconseguir que les gràcies fossin cada vegada més grans, fins a l'absolució general, que es va celebrar a la ciutat juntament amb el seu promotor.

### L'edat contemporània
El 15 d'agost de 1972 la diòcesi, fins llavors immediatament subjecta a la Santa Seu, va esdevenir part de la província eclesiàstica de l'arxidiòcesis de Perusa (avui arxidiòcesi de Perusa-Città della Pieve).
De 1972 a 1981 la diòcesi es va unir in persona episcopi a la de Gubbio amb el bisbe Cesare Pagani.
El 27 de maig de 2007 va ser beatificat el bisbe de Citta di Castello Carlo Liviero (1866-1932), la memòria litúrgica es fixà el 30 de maig.
El 15 de juny de 2011 el bisbe Domenico Cancian va presentar el pla de reorganització de la diòcesi sobre la base de la constitució d'11 unitats pastorals dins de les tres àrees de pastorals.
El 3 de juny 2014 el sacerdot Mons. Nazzareno Marconi va ser nomenat pel Papa Francesc bisbe de Macerata-Tolentino-Recanati-Cingoli-Treia.
Actualment es porten a la causa de canonització de la Beata Margarida da Città di Castello, o Metola (nascut a Mercatello sul Metauro), laica que va viure entre 1287 i 1320 i vinculat a l'Orde dels Dominics.

## Instituts religiosos i seculars presents a la diòcesi
Istituts religiosos masculins
El 2014 havia presència a la diòcesi de les següents comunitats religioses masculines:
- Fills de l'Amor Misericordiós
- Frares Franciscans de la Immaculada
- Orde de Frares Menors
- Orde de Frares Menors Caputxins
- Orde de Frares Menors Conventuals

Istituts religiosos femenines
El 2014 havia presència a la diòcesi de les següents comunitats religioses femenines:
- Petites Serventes del Sagrat Cor
- Filles de la Misericòrdia
- Filles de Sant Francesc de Sales
- Pies Obreres de sant Josep
- Germanes de Getsemaní
- Germanes Franciscanes de Santa Elisabetta
- Oblades Franciscanes de la Mare de Déu de la Confiança

Instituts seculars femenins
El 2014 havia presència a la diòcesi dels següents instituts seculars femenins
- Espigolaires de l'Església
- Institut Maria SS. Annunziata
- Missioneres de la Immaculada del pare Maximilià Kolbe

## Cronologia episcopal
- Eubodio † (citat el 465)
- Mario † (citat el 499)[5]

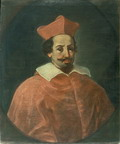
El bisbe cardenal Vitellozzo Vitelli

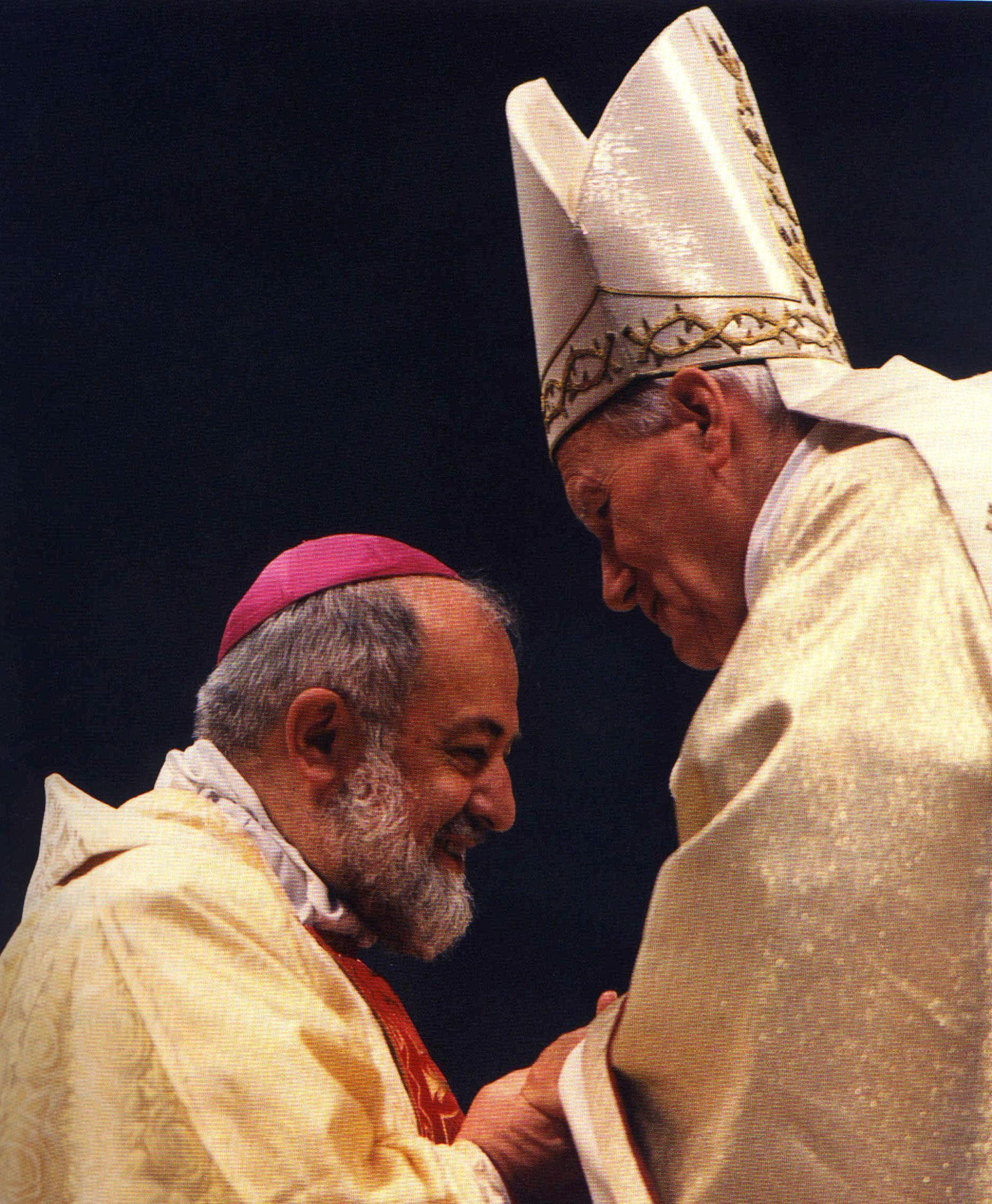
El bisbe Pellegrino Tomaso Ronchi, O.F.M.Cap.

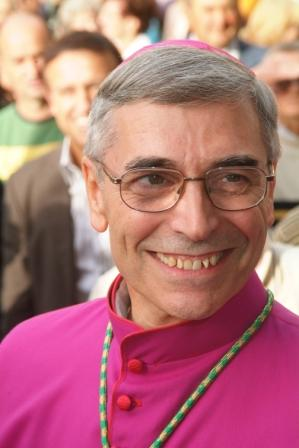
El bisbe Domenico Cancian.

- Innocenzo † (inicis de 501 - finals de 502)[6]
- San Florido † (vers 580 - 599 o 600 mort)
- Luminoso † (citat el 649)
- Alberto ? (? - 711 mort)[7]
- Teodoro † (citat el 714 o 715)
- Taciperto † (citat el 752)
- Bonifacio † (citat el 761)
- Leone † (citat el 769)
- Stabile † (citat el 826)
- Roderico † (citat el 853 i al 861)
- Rainaldo † (872 - vers 875)
- Marino † (citat el 877)
- Pietro † (citat el 900 aproximadament)
- Ingizo † (citat el 969 i al 998)
- Pietro II † (vers 1023 - 1048)[8]
- Pietro III † (citat al juliol de 1048)
- Ermanno † (inicis de 1050 - finals de 1059)
- Fulcone † (citat el 1068)
- Tebaldo † (2 d'octubre de 1071 - 4 de novembre de 1101 mort)
- Rodolfo I † (1102 - 28 de setembre de vers 1105 mort)
- Giovanni I † (1105 - 12 de setembre de 1124 mort)
- Ranieri I † (1124 - 15 de juny de 1129 mort)
- Guido † (1135 - 14 de maig de 1137 mort)
- Da Vizzo o Divizzo † (1141 - 1146)
- Ubaldo ? † (citat el 1150)[9]
- Pietro IV (10 d'octubre de 1153 - 1167)
  - Corbello † (1159 - ?) (il·legítim)
- Tedelmanno † (citat el 1167)
- Pietro IV (1172 - 28 de juliol de 1178 mort) (per segon cop ?)[10]
- Ranieri II † (1178 - 7 de juny de 1204 mort)
- Rolando † (dopo de març de 1205 - dopo de gener de 1206 renuncià)
- Giovanni II † (inicis de 5 de febrer de 1207 - finals de 10 d'octubre de 1226 mort)
- Cortosonno † (1227 - 1228)
- Matteo Suppolini † (5 d'agost de 1229 - 1233 o 1234 mort)
- Azzo † (30 de novembre de 1234 - 12 d'abril de 1251)
- Pietro V † (29 de juliol de 1252 - inicis de 14 de març de 1264 mort)
- Niccolò, O.Praem. † (25 d'agost de 1265 - 5 de març de 1279 mort)
- Giacomo Cavalcanti † (7 de maig de 1280 - d'octubre de 1301 mort)
- Ugolino Gualterotti † (6 de novembre de 1301 - finals de 17 de maig de 1319 mort)
- Ugolino della Branca, O.S.B. † (16 de març de 1320 - vers de febrer de 1346 mort)
  - Orlando Albizzini † (1328 - 8 de gener de 1329 nomenat bisbe de Volterra) (antibisbe)
- Pietro Riccardi (Pierre Richard) † (19 de febrer de 1347 - 1358 ? mort)
- Beato Buccio Bonori † (4 de maig de 1358 - 26 d'agost de 1374 mort)
- Niccolò Marciari † (4 de desembre de 1374 - 1379 nomenat bisbe d'Orvieto)
- Ettore Orsini † (7 d'octubre de 1379 - 17 de juliol de 1387 mort)
- Bandello Bandelli † (16 de setembre de 1387 - 14 de maig de 1407 nomenat bisbe de Rimini)
- Giovanni del Pozzo † (3 de juny de 1407 - 9 d'agost de 1409 deposat)
- Bernardo Bartolomei, O.S.M. † (9 d'agost de 1409 - de novembre de 1423 mort)
- Sirobaldo degli Ubaldi † (10 de gener de 1424 - 1441 deposat)
- Rodolfo, O.E.S.A. † (8 de març de 1441 - 9 de juny de 1460 mort)
- Giovanni Gianderoni, O.S.A. † (15 de juliol de 1460 - 15 de juliol de 1474 nomenat bisbe de Massa Marittima e Populonia)
- Bartolomeo Maraschi † (15 de juliol de 1474 - de setembre de 1487 mort)
- Giovanni Battista Lagni † (24 de setembre de 1487 - 18 de gener de 1493 nomenat arquebisbe de Rossano)
- Nicola Ippoliti † (18 de gener de 1493 - 10 de gener de 1498 nomenat bisbe d'Ariano Irpino)
- Ventura Bufalini † (10 de gener de 1498 - 17 d'abril de 1499 nomenat bisbe de Terni)
- Giulio Vitelli † (17 d'abril de 1499 - 4 d'agost de 1503 deposat)
- Antonio Maria Ciocchi del Monte † (4 d'agost de 1503 - 6 de febrer de 1506 nomenat bisbe de Manfredonia)
- Achille de Grassi † (14 de febrer de 1506 - 1515 renuncià)[11]
- Baldassarre Grassi † (1515 - 17 de febrer de 1534 renuncià)
  - Marino Grimano † (19 d'abril de 1534 - 4 de març de 1539 renuncià) (administrador apostòlic)
- Alessandro Stefano Filodori, O.P. † (5 de març de 1539 - 1554 renuncià)
- Vitellozzo Vitelli † (20 de març de 1554 - 7 de febrer de 1560 renuncià)
- Costantino Bonelli † (7 de febrer de 1560 - 4 d'abril de 1572 mort)
- Antimo Marchesani † (2 de juny de 1572 - 27 d'octubre de 1581 mort)
- Ludovico Bentivoglio † (26 de novembre de 1581 - 19 de setembre de 1602 mort)
- Valeriano Muti † (15 de novembre de 1602 - 19 de març de 1610 mort)
- Luca Semproni † (26 d'abril de 1610 - 15 de gener de 1616 mort)
- Evangelista Tornioli, O.S.B.Oliv. † (23 de març de 1616 - 27 de novembre de 1630 mort)
- Cesare Raccagna † (5 de juliol de 1632 - 24 de desembre de 1646 mort)
- Francesco Boccapaduli † (6 de maig de 1647 - 1 d'octubre de 1672 renuncià)
- Giuseppe Maria Sebastiani, O.C.D. † (3 d'octubre de 1672 - 15 d'octubre de 1689 mort)
- Giuseppe Musotti † (17 d'abril de 1690 - agost de 1692 renuncià)
- Luca Antonio Eustachi † (9 de març de 1693 - 4 de novembre de 1715 mort)
- Alessandro Francesco Codebò † (8 de juny de 1716 - 30 d'abril de 1733 mort)
- Ottavio Gasparini † (20 de gener de 1734 - 12 de setembre de 1749 mort)
- Giovanni Battista Lattanzi † (23 de febrer de 1750 - 23 de febrer de 1782 renuncià)
- Pietro Boscarini † (23 de setembre de 1782 - 9 de setembre de 1801 mort)
- Paolo Bartoli † (23 de desembre de 1801 - 19 de gener de 1810 mort)
  - Sede vacante (1810-1814)
- Francesco Antonio Mondelli † (26 de setembre de 1814 - 2 de març de 1825 mort)
- Giovanni Muzi † (19 de desembre de 1825 - 30 de novembre de 1849 mort)
- Letterio Turchi † (20 de maig de 1850 - 8 de novembre de 1861 mort)
  - Sede vacante (1861-1863)
- Paolo Micallef, O.E.S.A. † (21 de desembre de 1863 - 27 d'octubre de 1871 nomenat arquebisbe de Pisa)
- Giuseppe Moreschi † (24 de novembre de 1871 - 9 de novembre de 1887 mort)
- Domenico Fegatelli † (1 de juny de 1888 - 1 de juny de 1891 nomenat bisbe de Rimini)
- Dario Mattei-Gentili † (1 de juny de 1891 - 29 de novembre de 1895 nomenat arquebisbe de Perusa)
- Aristide Golfieri † (29 de novembre de 1895 - 1 de maig de 1909 mort)
- Beato Carlo Liviero † (8 de gener de 1910 - 7 de juliol de 1932 mort)
  - Pompeo Ghezzi † (8 de juliol de 1932 - 20 de març de 1933) (administrador apostòlic)
- Maurizio Francesco Crotti, O.F.M.Cap. † (20 de març de 1933 - 25 de juliol de 1934 mort)
- Filippo Maria Cipriani † (29 de setembre de 1934 - 8 d'octubre de 1956 mort)
- Luigi Cicuttini † (30 de novembre de 1956 - 7 de setembre de 1966 renuncià)
  - Sede vacante (1966-1972)
- Cesare Pagani † (22 de gener de 1972 - 21 de novembre de 1981 nomenat arquebisbe de Perusa e bisbe de Città della Pieve)
- Carlo Urru † (21 d'abril de 1982 - 7 de febrer de 1991 jubilat)
- Pellegrino Tomaso Ronchi, O.F.M.Cap. (7 de febrer de 1991 - 16 de juny de 2007 jubilat)
- Domenico Cancian, F.A.M., des del 16 de juny de 2007

## Estadístiques
A finals del 2013, l'arxidiòcesi tenia 62.600 batejats sobre una població de 64.200 persones, equivalent al 97,5% del total.
| any  | població | població | població | sacerdots | sacerdots       | sacerdots       | sacerdots             | diaques | religiosos | religiosos | parroquies |
| ---- | -------- | -------- | -------- | --------- | --------------- | --------------- | --------------------- | ------- | ---------- | ---------- | ---------- |
| any  | batejats | total    | %        | total     | clergat secular | clergat regular | batejats por sacerdot | diaques | homes      | dones      |            |
| 1950 | 66.618   | 66.710   | 99,9     | 130       | 120             | 10              | 512                   |         | 11         | 249        | 156        |
| 1970 | 63.640   | 63.730   | 99,9     | 111       | 102             | 9               | 573                   |         | 9          | 251        | 156        |
| 1980 | 59.713   | 60.075   | 99,4     | 94        | 85              | 9               | 635                   |         | 9          | 225        | 158        |
| 1990 | 58.695   | 58.745   | 99,9     | 76        | 69              | 7               | 772                   | 4       | 9          | 208        | 60         |
| 1999 | 58.700   | 59.472   | 98,7     | 73        | 59              | 14              | 804                   | 8       | 14         | 188        | 60         |
| 2000 | 58.700   | 59.472   | 98,7     | 75        | 62              | 13              | 782                   | 10      | 13         | 185        | 60         |
| 2001 | 58.710   | 59.463   | 98,7     | 74        | 61              | 13              | 793                   | 10      | 16         | 178        | 60         |
| 2002 | 58.720   | 59.472   | 98,7     | 79        | 66              | 13              | 743                   | 10      | 16         | 170        | 60         |
| 2003 | 58.830   | 60.356   | 97,5     | 77        | 64              | 13              | 764                   | 10      | 14         | 165        | 60         |
| 2004 | 58.840   | 60.370   | 97,5     | 75        | 64              | 11              | 784                   | 10      | 13         | 160        | 60         |
| 2006 | 58.900   | 60.060   | 98,1     | 71        | 60              | 11              | 829                   | 9       | 11         | 131        | 60         |
| 2007 | 61.483   | 62.683   | 98,0     | 73        | 58              | 15              | 858                   | 11      | 18         | 126        | 60         |
| 2013 | 62.600   | 64.200   | 97,5     | 65        | 50              | 15              | 963                   | 11      | 18         | 134        | 60         |

## Bisbes originaris del clergat diocesà

### Bisbes vius
- Ivo Baldi Gaburri, bisbe de Huarí
- Nazzareno Marconi, bisbe de Macerata-Tolentino-Recanati-Cingoli-Treia

### Bisbes morts
- Sergio Goretti, bisbe d'Assís-Nocera Umbra-Gualdo Tadino (1986-2006)
- Pietro Fiordelli, bisbe de Prato (1954-1991)
- Giosuè Bicchi, bisbe de San Severino Marche (1893-1913)
- Antonio Belli, bisbe de Terni (1871-1897)
- Florido Pierleoni, bisbe d'Acquapendente (1802-1829)
- Giovanni Ottavio Bufalini, arquebisbe d'Ancona (1666-1682)
- Virgilio Giannorri, bisbe de Città della Pieve (1748-1751)
- Giovanni Canauli, bisbe de Fossombrone (1610-1612)
- Timocrate Aloigi, bisbe de Cagli (1607-1610)
- Domenico Scribonio Cerboni, bisbe d'Imola (1510-1553)

### Altres bisbes nats a la diòcesi
- Giustino Puletti, bisbe de Sansepolcro (1875-1892), nat a San Giustino el 1828, prevere diocesà de Sansepolcro.
- Dionigi Roberti, bisbe de Monopoli (1340-1342), nat a Sansepolcro vers el 1340, frare de l'orde dels Ermitans de Sant Agustí.

### Processos de canonització i reconeixements de santedat en curs
La diòcesi de Città di Castello actualment està portant els processos de canonització de la beata Margherita di Città di Castello i del beat Carlo Liviero, davant de la Congregació per a les Causes dels Sants, i el reconeixement del títol de Doctor de l'Església per a santa Veronica Giuliani davant de la Congregació de la doctrina de la Fe